# 汪苹
汪苹（1953年—），汉族，中华人民共和国政治人物、第十一届全国政协委员。
加入中国民主促进会，担任北京工商大学化学与环境工程学院教授。2008年，当选第十一届全国政协委员，代表教育界，分入第四十一组。